# Pauridiantha mayumbensis
Pauridiantha mayumbensis är en måreväxtart som först beskrevs av Ronald D'Oyley Good, och fick sitt nu gällande namn av Cornelis Eliza Bertus Bremekamp. Pauridiantha mayumbensis ingår i släktet Pauridiantha och familjen måreväxter. Inga underarter finns listade i Catalogue of Life.